# CN Tower
La CN Tower/Tour CN (Canadian National Tower) è una torre per telecomunicazioni che si trova a Toronto, in Canada.
Con i suoi 553,34 metri totali di altezza, dal 1975 fino al 2007 è stata la torre più alta del mondo, finché non fu eretta la torre Burj Khalifa e successivamente la Canton Tower.
A luglio 2025, è ancora la più alta struttura autoportante di tutto l'emisfero occidentale, ed è ancora la terza struttura autoportante più alta al mondo.

## Storia
All'inizio degli anni settanta del XX secolo, il Canada iniziava ad affacciarsi sulla scena mondiale come paese industrializzato dalle grandi capacità. L'economia registrava tassi di crescita molto incoraggianti, e la ricchezza media dei canadesi si attestava molto vicino a quella dei loro vicini Stati Uniti d'America.
Sull'onda di questo fermento economico-nazionale, la società Canadian National (CN), ente nazionale che gestiva il sistema ferroviario e delle telecomunicazioni canadesi, decise che era arrivato il momento di costruire una struttura in grado di rappresentare il Canada nel mondo.
Sulla base di ciò, vista anche la necessità di poter trasmettere segnali radio-televisivi sulle lunghe distanze, venne deciso che si sarebbe costruita un'altissima torre polifunzionale.
Il progetto finale di quella che sarebbe stata battezzata come CN Tower, prevedeva un'enorme struttura in cemento armato, con tre grandi piloni a forma di triangolo scaleno posti in maniera verticale e appoggiati a un unico grande pilone in cemento armato di forma esagonale.
Per far in modo che tale struttura potesse esser goduta dalla popolazione e potesse divenire un'attrazione mondiale, nel progetto venne inserito un enorme disco in acciaio e cemento, che a partire dalla quota di 342 metri avrebbe ospitato al suo interno 4 piani di locali visitabili dai turisti.
I lavori di costruzione iniziarono ufficialmente il 6 febbraio 1973 e la torre venne ufficialmente aperta al pubblico nella primavera del 1976.
Nel 1995, a causa dei costi di manutenzione eccessivi, la CN Tower venne ceduta alla società privata Canada Lands Company, specializzata in attrazioni di interesse nazionale.

## Posizione

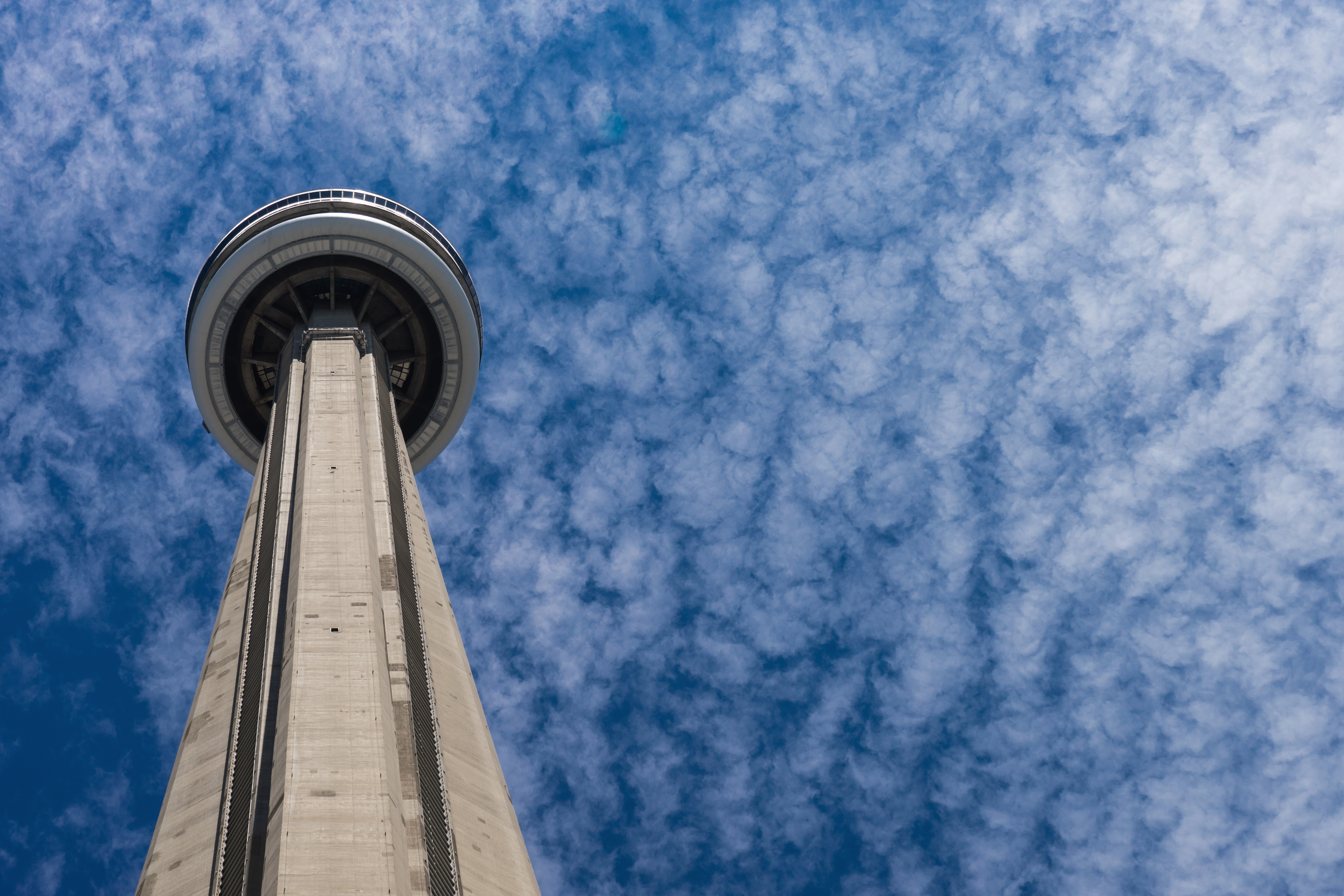
La torre vista dal basso

Situata a pochissima distanza dal centro della città di Toronto, tra la Union Station, il Rogers Centre (stadio multifunzionale, usato principalmente per il baseball) e la Scotia Bank Arena (stadio di basket e hockey) la CN Tower è oggi la maggiore meta turistica della città.
Dall'alto si può ammirare tutta la skyline della città canadese, la visuale del lago Ontario fino alla città di Detroit e la visuale a nord si perde per l'immensa pianura che porta fino alla baia di Hudson.
In cima alla torre si trovano un ristorante, un piano bar e un punto di osservazione con terrazza esterna.
Uno dei punti di forza della terrazza d'osservazione è il Glass Floor: una parte del pavimento ricoperta da spessi vetri che permettono ai visitatori di camminare con la sensazione di esser sospesi nel vuoto, all'impressionante altezza di 347 metri.
Il ristorante situato a 360 metri di altezza è inoltre girevole e compie un giro completo intorno all'asse della torre ogni 90 minuti.
Dal punto più alto della torre, lo Skypod, situato a 447 metri d'altezza, nelle giornate limpide si possono vedere le grandi pianure e, a sud, gli Stati Uniti d'America.

## CN Tower oggi
La torre è un richiamo turistico di grande importanza per la città di Toronto.
Nonostante questo, la sua funzione principale rimane quella di enorme trasmettitore per le telecomunicazioni.
Nel 2002 la torre è stata sottoposta a una serie di lavori di manutenzione e ammodernamento, che hanno visto la creazione, alla base della torre, di una serie di negozi, ristoranti, cinema e piccole sale gioco per lo svago dei turisti.
La torre ricopre anche la funzione di parafulmine. Secondo una società del Connecticut specializzata in questo tipo di protezioni elettriche, la CN Tower viene colpita da un fulmine circa 75 volte l'anno.

## Guinness dei primati
Secondo la classifica ufficiale stilata dal Guinness dei Primati, a partire dal 1976 e fino all'ottobre del 2007 (ben 31 anni) la CN Tower è stata la più alta struttura autoportante del mondo.
A partire dal 24 ottobre dello stesso anno, la struttura ha dovuto cedere il primato a un'altra struttura, allora ancora in fase di costruzione, il Burj Khalifa (altezza 828 m), un grattacielo sito nella città di Dubai. Nel 2011 è stata superata da un altro grattacielo ancora in fase di costruzione, l'Abraj Al Bait, un hotel sito alla Mecca che nel 2012 ha raggiunto l'altezza definitiva di 601 metri.
In realtà una struttura più alta esiste e si tratta di un'antenna per radiocomunicazioni situata nel Nord Dakota (USA) con circa 630 metri d'altezza.
Tale struttura però non rientra nei parametri dei record in quanto è sostenuta da una serie di cavi d'acciaio che le permettono di non crollare.
Da considerare inoltre che la CN Tower è considerata "struttura" e non "grattacielo". Di conseguenza, il record per i grattacieli è mantenuto dal Burj Khalifa sito a Dubai che lo ha strappato nel 2007 al Taipei 101, situato a Taiwan.
Se invece consideriamo la classifica delle strutture più alte, la seconda classificata ed ex detentrice del record è la Torre di Ostankino di Mosca.